# 前橋市立芳賀中学校
前橋市立芳賀中学校（まえばししりつ はがちゅうがっこう）は、群馬県前橋市にある公立中学校。

## 概要
学校スローガンは学べ 鍛えろ 夢を持てである。

## 沿革
- 1947年（昭和22年）4月 - 勢多郡芳賀村立芳賀中学校創立
- 1965年（昭和40年）
  - 3月 - 西校舎半分を消失
  - 年度 - 西校舎再建
- 1966年（昭和41年） - 西校舎体育館完成
- 1980年（昭和55年） - 新校舎玄関ロータリー完成
- 2006年（平成18年）12月 - 開校50周年記念式典
- 2011年（平成23年） - 現体育館完成

## 校区
- 勝沢町[1]
- 小神明町
- 端気町
- 五代町
- 鳥取町
- 小坂子町
- 嶺町
- 金丸町
- 高花台

## 目指す学校像
心身ともに健康で、高い知性と特性を持ち、よいことを進んでする生徒を育成する。